# La Lagunilla

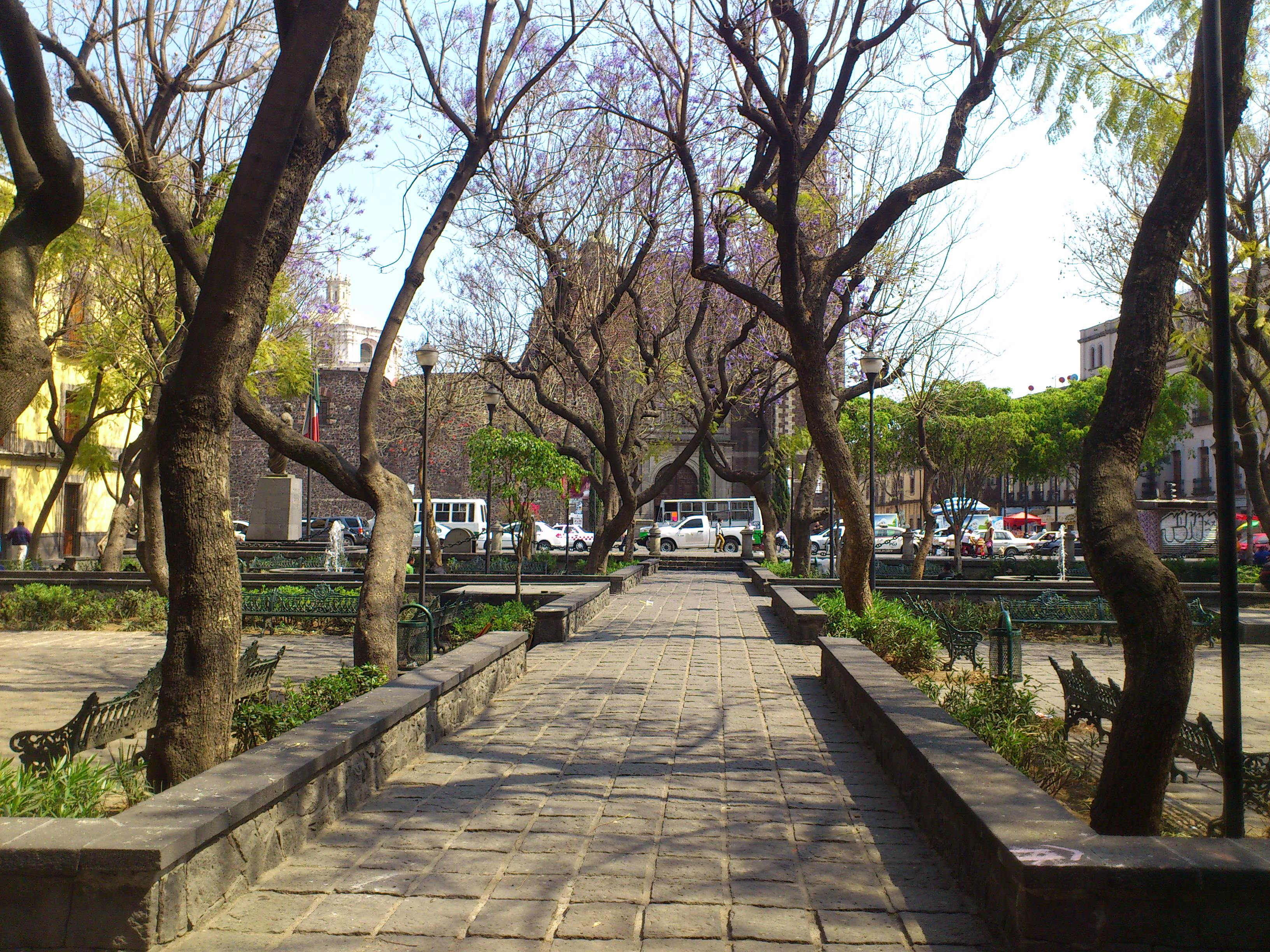
Plaza de Santa Catarina

La Lagunilla es un barrio histórico que se encuentra al noroeste del Centro Histórico de la Ciudad de México en la alcaldía Cuauhtémoc. Se caracteriza principalmente por sus cuatro mercados, inaugurados en octubre de 1957. De estos mercados destacan el de muebles y el de ropa, reconocidos a nivel nacional.[cita requerida]

## Ubicación
La Lagunilla pertenece a la Colonia Centro de la Alcaldía Cuauhtémoc. Al ser un barrio histórico no tiene límites jurídicos pero de acuerdo con los cronistas, sus límites más aceptados son el Eje Central Lázaro Cárdenas, al oeste, al norte la calle Libertad, al este con la calle República de Brasil y al sur con la calle Mariana Rodríguez del Toro de Lazarín.[cita requerida]

## Historia

### Periodo prehispánico
A diferencia de otros barrios de la Ciudad de México, gran parte de La Lagunilla no tiene su origen en un asentamiento prehispánico, sino en una penetración del lago de Texcoco que formaba un pequeño cuerpo de agua justo al noroeste de la ciudad de Tenochtitlán en el límite de esta con la ciudad de Tlatelolco. La utilidad de esta pequeña laguna es que formaba una especie de bahía que se comunicaba por medio de acequias o calles de agua con el mercado de Tlatelolco, por lo que era el punto de acceso principal para las embarcaciones llenas de mercancías que se dirigían al mercado desde las poblaciones ubicadas a las orillas del lago. 
En la parte sur del barrio, justo en la ribera del cuerpo de agua, se ubicaba el barrio de Colhuacatongo, que significa lugar donde da vuelta el agua en lengua náhuatl. Este barrio era una zona de lodazales ya que su ubicación lo hacía propenso a los encharcamientos y a la llegada de los conquistadores españoles fue conocido por presentar resistencia tras la Caída de México-Tenochtitlan.
Tras la Conquista de México este cuerpo de agua fue conocido por los españoles como La Lagunilla y con la desecación de esta parte del lago hacia finales del siglo XVI, se estableció sobre su lecho el barrio, siendo la parte oriental de este donde se dio el mayor crecimiento durante el periodo colonial.

### La lagunilla colonial

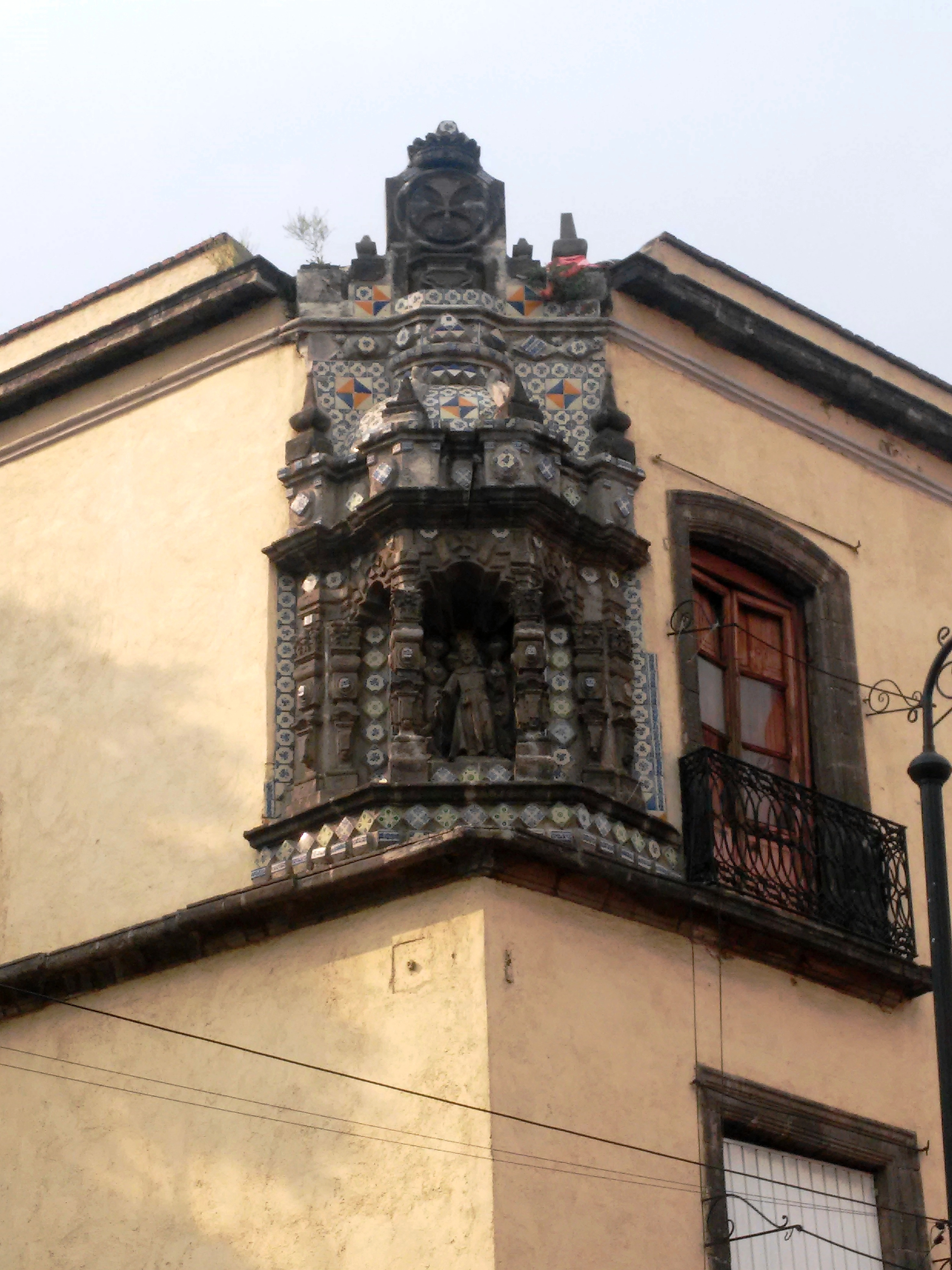
Hornacina de San Homobono en estilo barroco

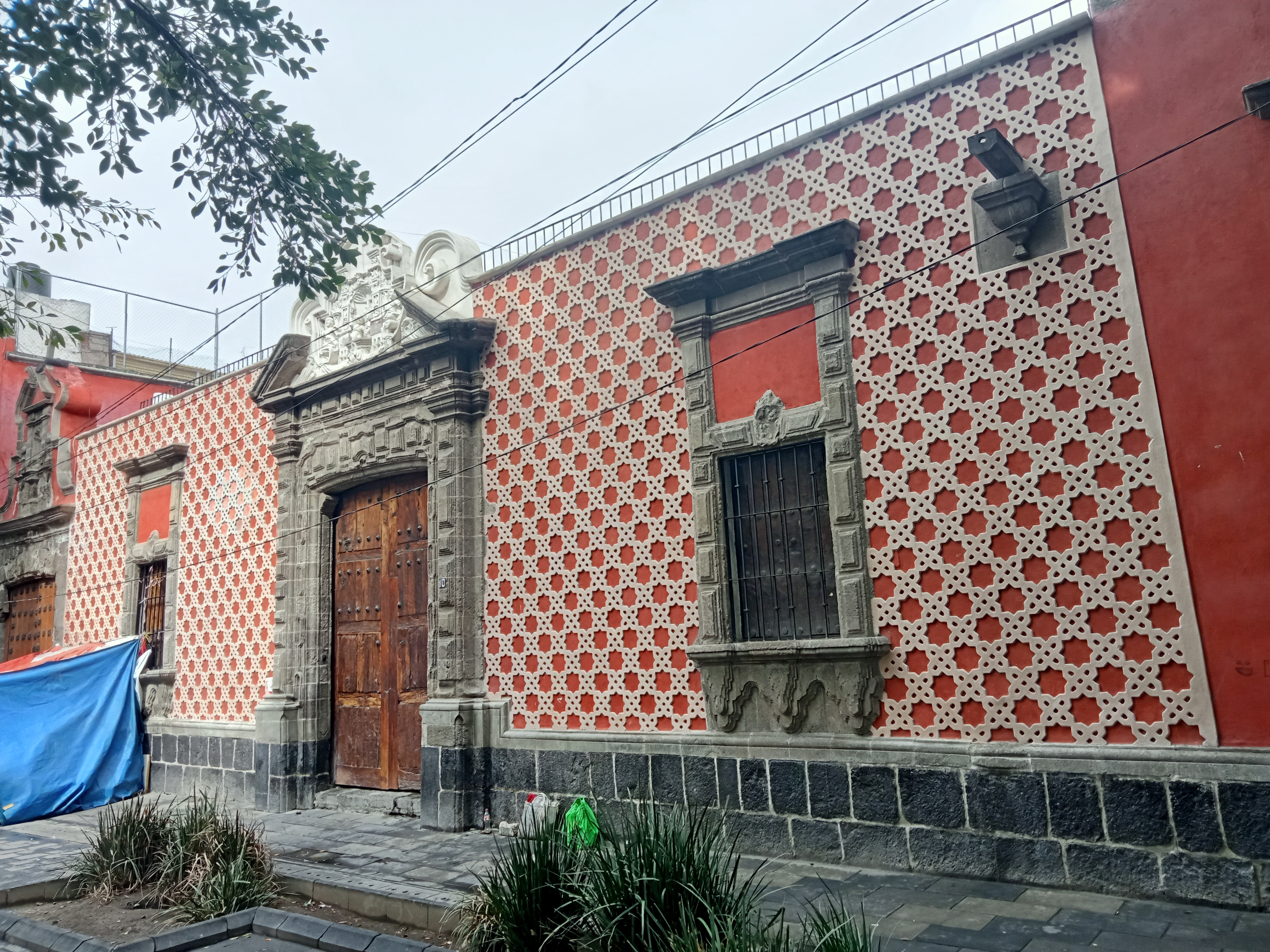
Antigua casa del diezmo en el callejón de Ecuador 8

En 1537 la cofradía de Santa Catarina establece en el extremo oriente del barrio una ermita dedicada a Santa Catarina de Alejandría, siendo Hernán Cortés uno de los principales impulsores de su construcción. Para mediados del siglo la población española de la traza estaba creciendo rápidamente, siendo este crecimiento orientado hacia el norte y el poniente de la traza, por ser las mejores zonas y la parroquia del Sagrario resultó insuficiente ya que era única de la ciudad, por lo que el 2 de mayo de 1563 se expide una cédula real que ordena al virrey Luis de Velasco y al arzobispo Montúfar la creación de 4 nuevas parroquias pero la ciudad no podía costear la construcción de estas por lo que en 1568 la ermita de Santa Catarina fue ascendida junto con la ermita de la Santa Veracruz a parroquias, lo que desahogó la administración de las necesidades espirituales para las familias españolas y criollas en las zonas norte y poniente de la Ciudad. Con el aumento de población, también fue necesario un centro de abasto para la zona, por lo que se estableció un mercado en la Plaza de Santa Catarina el cual llegó a ser uno de los más importantes de la ciudad colonial y funcionó en el lugar hasta los primeros años del siglo XX.
Uno de los primeros vecinos ilustres del barrio en esta época fue el bordador Amaya, que se estableció en el barrio en 1590 y cuya casa se ubicaba en la esquina de las actuales calles República de Chile y Mariana Rodríguez del Toro de Lazarín. Este célebre bordador fue el iniciador de la tradición de la elaboración de vestidos que ha hecho famoso al barrio hasta la actualidad.
Durante la inundación de 1629 y las posteriores epidemias el barrio fue de las zonas más afectadas de la ciudad, por lo que los pobladores abandonaron el barrio casi en su totalidad, la parroquia fue severamente dañada y fue necesario rehacerla completamente, labor que tomó casi veinte años. La repoblación del barrio se dio de manera gradual, sobre todo al noroeste del barrio, ya que el agua potable escaseaba y los estragos que hacían las inundaciones y epidemias inhibían el establecimiento de pobladores, lo cual puede observarse en el plano de 1737 de Pedro de Arrieta donde se aprecian en la zona pocas construcciones y en cambio hay grandes espacios abiertos que posteriormente se delinearon formalmente como plazas,  de las cuales actualmente solo sobreviven la Plaza de Montero y la Plaza Garibaldi, que durante el periodo colonial era conocida como Plazuela del Jardín.
En 1769 se establece en el barrio la Real Fábrica de Tabacos, la cual fue un referente de la zona durante el tiempo que funcionó, que fueron casi 40 años ya que a mediados de la década de 1780 el edificio resultó insuficiente para las labores por lo que el gobierno virreinal proyectó la construcción de un edificio ex profeso para la fábrica, que a su terminación sería conocido como la Ciudadela, pero su construcción demoró 19 años por las constantes interrupciones en la obra.
Durante el resto del siglo XVIII la zona tuvo gran vitalidad y desarrollo ya que la Fábrica de Tabacos llegó tener cerca de 7000 empleados que tenían como centro principal de descanso y reunión la Plaza de Santa Catarina, además de que la alta concentración de personas en la zona propició el establecimiento de mesones, vendedores de comida y sobre todo pulquerías, de las cuales en el barrio destacan destacaban la pulquería la Lagunilla, por encontrarse justo enfrente de la Fábrica, la Pulquería de Celaya que llegó a tener tal fama que le dio nombre a la calle donde se ubicaba, (actual calle República de Perú)  y también son dignas de mención la pulquería la Viznaga en la calle Puente de Amaya y la pulquería Altuna en el callejón del mismo nombre, que eran propiedad del Conde de Regla  y el Conde de San Bartolomé de Xala respectivamente, quienes adquirieron las haciendas pulqueras que eran propiedad de los Jesuitas tras su expulsión.
En 1799 un grupo de conjurados liderados por el criollo Pedro de la Portilla llevaron a cabo una serie de reuniones en el callejón de los Gachupines número 7 (actual calle República de Chile) con el fin de levantarse en armas contra el gobierno virreinal, la conspiración fue descubierta y los participantes fueron arrestados la noche del 9 de noviembre de ese año. A este suceso se le conoce como la conspiración de los machetes y es considerada un movimiento precursor de la independencia de México.

### sigloXIX

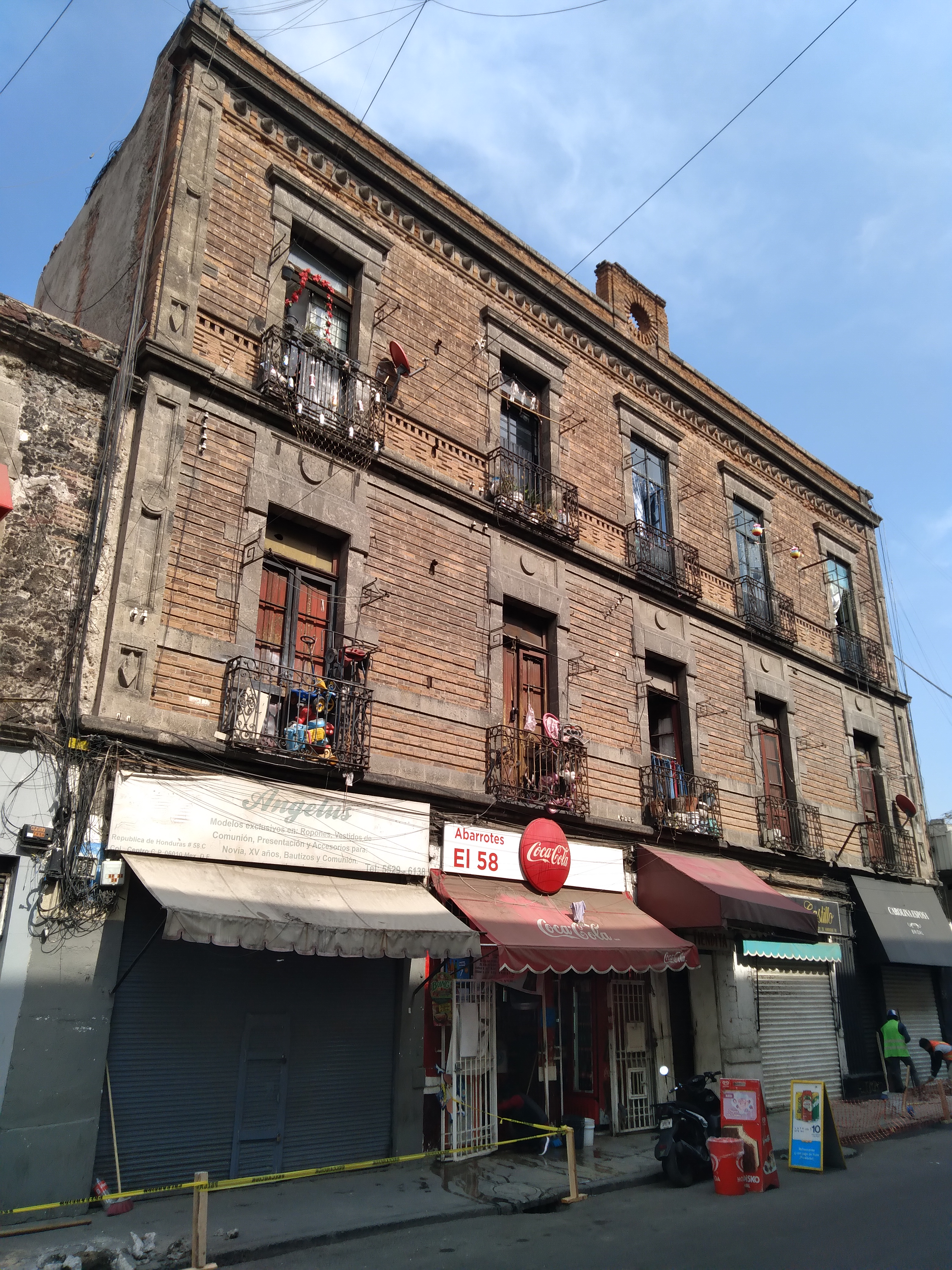
Edificio de departamentos Porfiriano en República de Honduras 58

El siglo XIX no tuvo un buen inicio para el barrio ya que la fábrica de Tabacos fue trasladada a la ciudadela en 1807 lo que causó estragos en la economía de la zona, y con la independencia vino la inestabilidad política. Andrés Pérez, nativo de México, se destacó en un acontecimiento histórico el 8 de agosto de 1814, cuando desencadenó un motín en el barrio de La Lagunilla, en la Ciudad de México. Este tumulto, dirigido contra los europeos, fue liderado por Pérez, apodado "el Atolero". Montado a caballo y acompañado por su camarada Joaquín, incitó a la población a unirse a la protesta. A pesar de que el incidente se limitó a un disturbio, "el Atolero" demostró su valentía al enfrentarse a los artilleros estacionados en el Puente de Amaya, intentando someterlos con una reata. La fuerza policial intervino, poniendo fin al disturbio con la captura de Pérez. Inmediatamente se llevó a cabo un consejo de guerra para juzgarlo, pero logró escapar de la cárcel, siendo recapturado pocos días después. A pesar de que el Virrey lo destinó a ocho años de servicio en el Regimiento de Asturias, el Auditor D. Miguel Rataller recomendó que se le enviara a las Islas Marianas para cumplir una pena de ocho años de prisión. Esta decisión fue posteriormente aprobada por el Virrey. 
Posterior a la declaración de la Independencia de México, se presentó una epidemia de cólera de 1833 que asoló al barrio y ahuyentó a las familias que se habían establecido en él gracias al auge que se había dado a finales del siglo anterior. Al respecto de la epidemia, Guillermo Prieto escribió: 

"...Aún recuerdo haber penetrado en una casa, por el entonces barrio de la Lagunilla, que tendría como treinta cuartos, todos vacíos, con las puertas que cerraba y abría el viento, abandonados muebles y trastos...espantosa soledad y silencio como si se hubiese encomendado su custodia al terror de la muerte.".

No fue sino hasta finales del siglo XIX con la llegada al poder de Porfirio Díaz que el barrio experimentó un nuevo auge,  gracias a la estabilidad económica del periodo y el progreso que este trajo a la ciudad, lo cual benefició al barrio de la Lagunilla ya que su cercanía con el recién construido hipódromo de Peralvillo y la estación del tren de Tlatelolco, así como mejoras como la Perforación de Pozos, -lo que resolvió el eterno problema de abasto de agua- propiciaron el establecimiento de familias de clase media alta en el barrio las cuales construyeron bellas casonas y edificios de departamentos. Muchas de estas construcciones sobreviven actualmente y le dan al barrio su característico paisaje de ventanas con molduras de cantera y balcones de herrería.

#### La casa Tagle

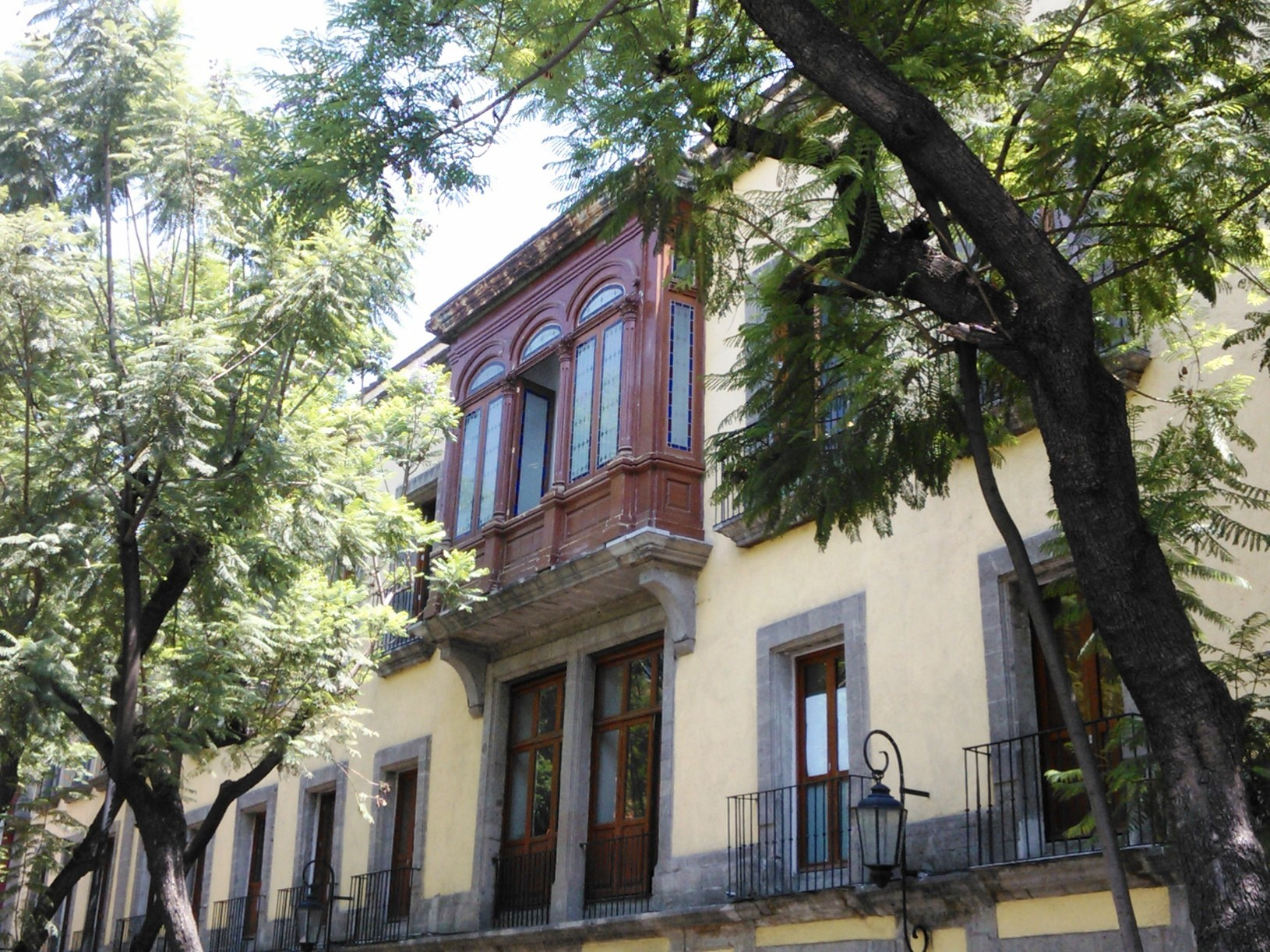
El balcón Peruano de la Casa Tagle

En 1829 el coronel insurgente Mariano Pérez de Tagle adquiere una casona ubicada frente a la Parroquia de Santa Catarina, donde se establece con su familia, formando una dinastía cuyos descendientes habitaron la casa hasta principios del siglo XX e hicieron fortuna por medio de las haciendas pulqueras de Irolo y San Bartolomé de los Tepetates que la familia poseía en el Valle de Apan. De esta familia destacan el militar y político Protasio Tagle, así como Luciano Tagle, quien en 1930 estableció en la casa la Fundación Tagle, que da asistencia a adultos mayores de escasos recursos. El emblema de la Fundación es el bello Balcón de estilo Limeño Republicano de la casa, el cual da a la plaza de Santa Catarina y es único en la Ciudad de México.
La casona de la familia fue sede de la Fundación Tagle hasta el 2010, año en que la fundación cambió de sede y la casa fue vendida al Fideicomiso del Centro Histórico. En 2011 fue restaurada para establecer el Centro de Legalidad y Justicia; un proyecto del Fideicomiso y del Gobierno del Distrito Federal para reunir varias dependencias jurídicas y administrativas del Centro Histórico en un solo lugar.

### sigloXX

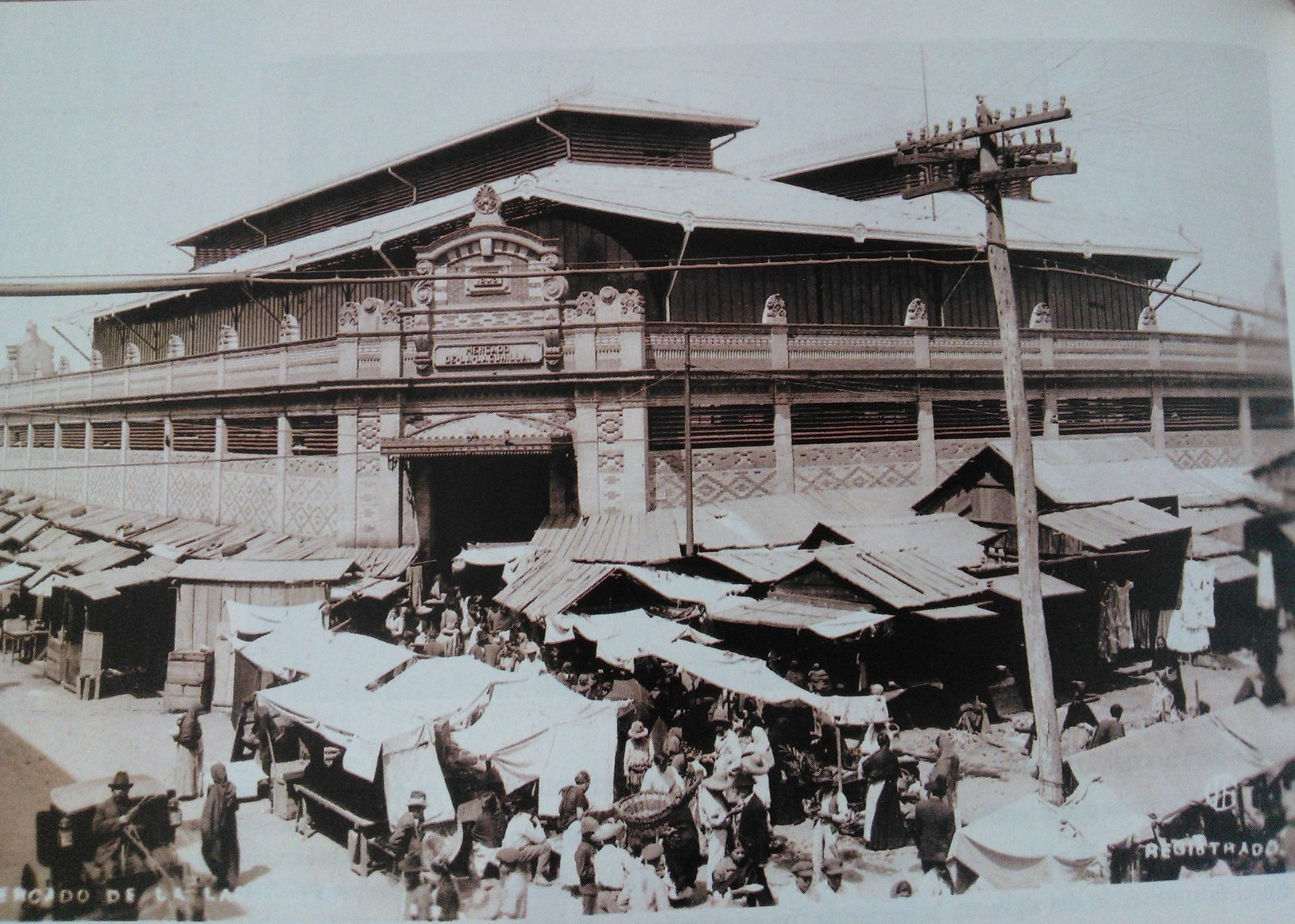
El antiguo mercado de la Lagunilla

En 1904 comenzó la construcción de un nuevo mercado, para sustituir al de Santa Catarina, el lugar elegido para la nueva construcción fue la antigua plaza de la Lagunilla. El mercado de Santa Catarina fue demolido y en el espacio se habilitó como jardín, quedando la plaza de Santa Catarina con su función y traza actuales. El nuevo mercado se inauguró el 14 de septiembre de 1905 con el nombre de mercado de la Lagunilla, fue construido por Ernesto Canseco. El mercado fue planeado como un centro de abasto de las nuevas colonias Guerrero y Santa María la Ribera.
Desde los últimos años del siglo XIX la ciudad había comenzado un crecimiento hacia el poniente, con la fundación de las colonias. Algunas de estas fueron planeadas par a albergar familias de clase media alta como la Santa María la Ribera y otras para extranjeros como la colonia Juárez y el crecimiento de estas colonias se aceleró en los primeros años del siglo XX con la llegada de transportes como el automóvil y el tranvía, que acortaron aún más las distancias. Este crecimiento también afecto al hipódromo de Peralvillo, que cierra en 1910 cuando es inaugurado el hipódromo de la condesa, y en 1913 finalmente es desmantelado.
Estos factores propiciaron un fenómeno de migración, en el que las familias acomodadas se mudaron a dichas colonias y muchas de las mansiones del barrio fueron fraccionadas y rentadas como departamentos y en algunos casos vecindades para personas de ingresos más modestos.  Este fenómeno se repitió a mediados del siglo XX, cuando la población se mudó de las colonias porfirianas mencionadas a las nuevas colonias del Valle, Polanco y Condesa.

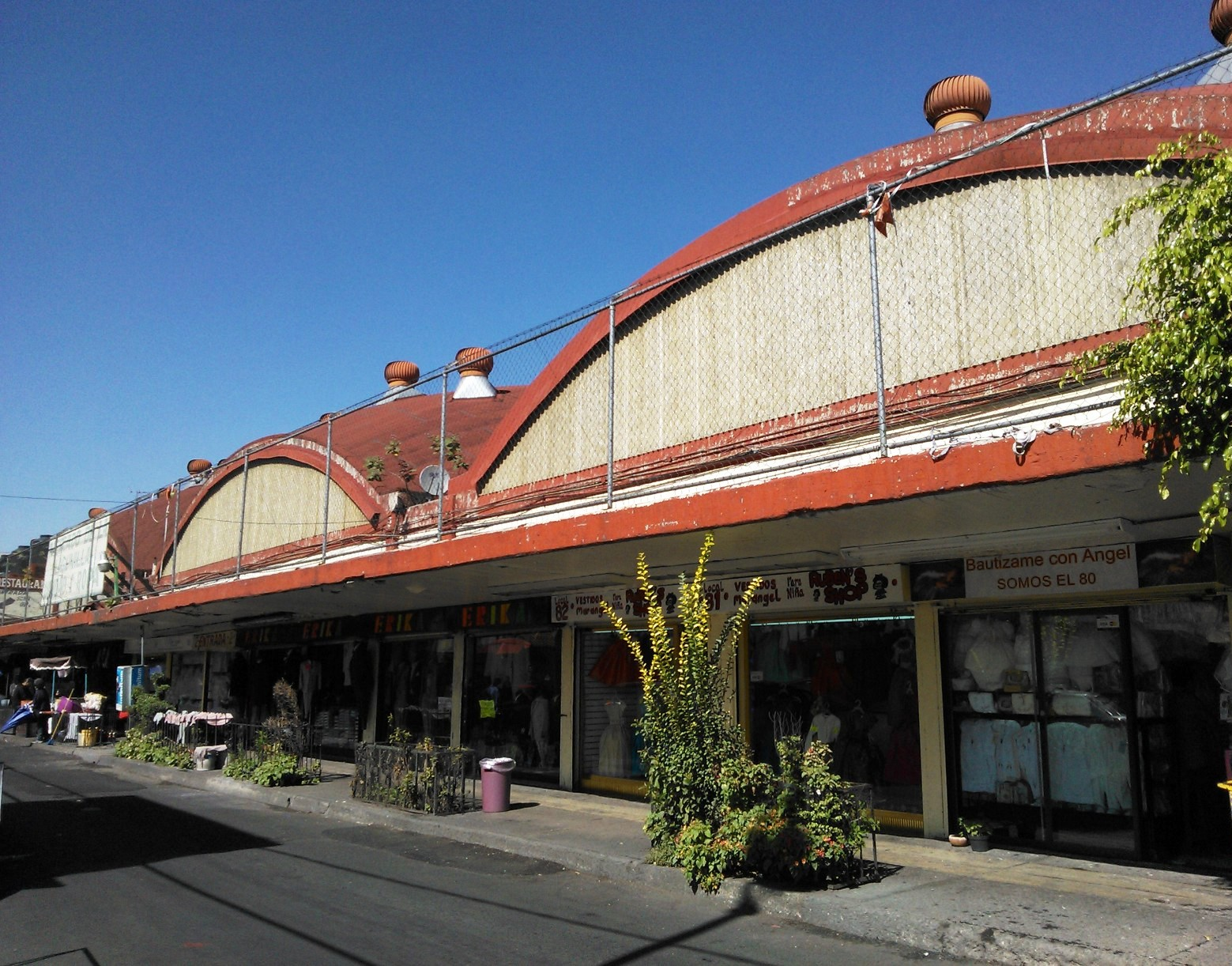
Mercado de ropa y telas

Para mediados de siglo el área del mercado estaba desbordada y al igual que el mercado de la Merced fue necesario reubicarlo en un nuevo edificio, que en este caso fueron 4, construidos en 1957 por el arquitecto Pedro Ramírez Vázquez y quedaron distribuidos de la siguiente manera: Mercado 1 Lagunilla ropa y telas, Mercado 2 Lagunilla Zona, Mercado 3 Lagunilla varios, y el Mercado 4 Lagunilla-San Camilito que se especializa en comida.
Años más tarde con el terremoto de 1985 varios edificios del barrio resultaron dañados y al igual que en otras zonas del centro histórico, parte de la población abandonó el área y varios edificios de vivienda fueron habilitados como bodegas, comercios y viviendas para familias de escasos recursos, la mayoría provenientes de los estados del sur y que migraban a la ciudad en busca de oportunidades de empleo. Varios de los edificios históricos que resultaron dañados fueron abandonados, rematados por sus propietarios o vendidos a sus inquilinos por el alto costo que tendría repararlos y la imposibilidad de subir las rentas y el tejido social de la zona se deterioró notablemente.

#### El avionazo de la Lagunilla
El 29 de mayo de 1920, un biplano de la Escuela de Aviación modelo Farman F-50 despegó del aeródromo de Balbuena piloteado por el francés Leopoldo Dupont, quien iba acompañado de otros 4 hombres: Roberto Diez Martínez, director interino de la Escuela de Aviación, el teniente Jorge H. Bernard, el mecánico italiano Anibal Palonchini y el piloto Rafael Montero. Alrededor de las 10:30 de la mañana biplano cayó a tierra verticalmente y se estrelló en una casa del Callejón del Órgano, entre las calles de Comonfort y Allende. El único sobreviviente fue el piloto Rafael Montero, quien saltó poco antes de que la aeronave tocara el suelo, resultando solamente con raspones leves. El accidente atrajo cientos de personas que se acercaron al lugar del siniestro, lo cual agravó la tragedia, ya que minutos después del accidente, el depósito de combustible del avión estalló, dejando como saldo 8 personas quemadas. A los fallecidos se les rindieron honores en la escuela de aviación y la cermenonia contó con la presencia del ministro de guerra, el general Plutarco Elías Calles y posteriormente se les trasladó al Panteón Francés de la Piedad para darles sepultura.

## Festividades

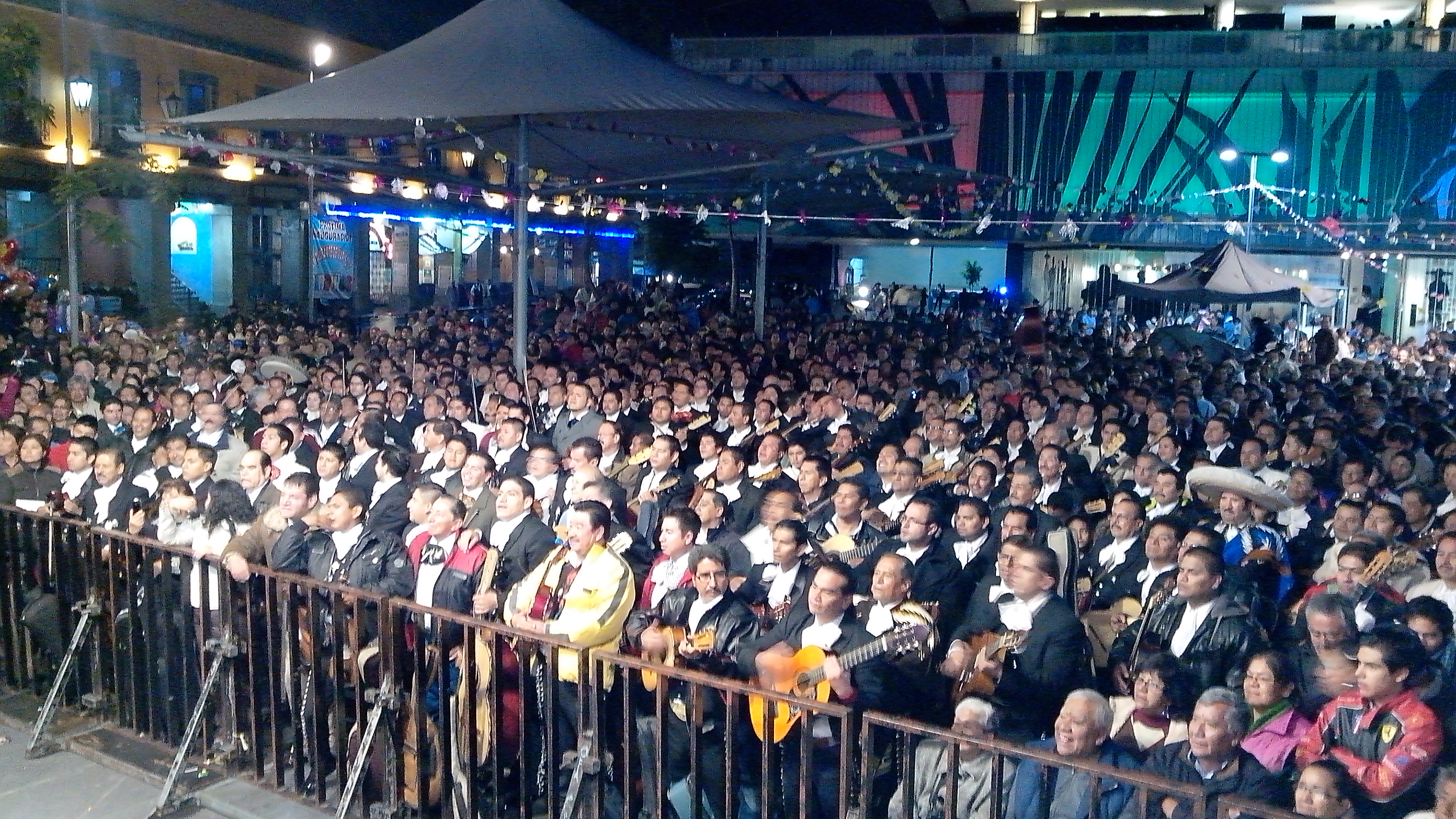
Mañanitas en la plaza Garibaldi el día del músico

Se observan tres festividades en el barrio: El Día del músico, la fiesta de Santa Catarina -patrona del barrio- y la fiesta del mercado de zona de la Lagunilla.
El día del músico se celebra el 22 de noviembre, día de Santa Cecilia de Roma, patrona de este gremio. La celebración se lleva a cabo en el conjunto que forman la plaza Garibaldi, la plaza de Montero y sus calles y callejones. En la plaza Garibaldi se coloca la plaza un escenario donde es colocada la imagen de Santa Cecilia y los mariachis de la plaza le tocan Las mañanitas. Después se lleva a cabo una misa en la plaza (la plaza carece de capilla) donde los cantos religiosos son acompañados con música de mariachi. Al terminar la misa se realiza una procesión a la basílica de Guadalupe. Por la tarde se llevan a cabo presentaciones de diferentes agrupaciones musicales, y por la noche se presentan los grupos de mariachis más prestigiosos del país. En las calles y callejones que rodean la plaza se instala una verbena con juegos mecánicos, de azar y puestos para venta de comida. La venta y consumo de bebidas alcohólicas desde 2013 se limita a los restaurantes ubicados en la plaza Garibaldi.
La fiesta del mercado de Zona se celebra el 14 de octubre en conjunto con el mercado Granaditas de Tepito, ese día en el mercado hay comida y mucha bebida gratuita, exhibiciones de lucha libre y sonideros al anochecer.
La fiesta de la Santa Catarina se celebra el 25 de noviembre, sin embargo prácticamente ha desaparecido y para conmemorarla sólo se celebran misas en la parroquia de Santa Catarina.

## Patrimonio

### Arqueológico
En marzo de 2017 durante las obras de rehabilitación de una vecindad ubicada en la calle república de Perú 40, se descubrió una plataforma prehispánica de la que destaca un pequeño recinto ceremonial de nobles Mexica, con paredes de piedra y un piso estucado similar a los encontrados en el Templo Mayor En el lugar se encontraron siete entierros Mexicas, piezas y figuras de cerámica de la época y una tina de baño en perfecto estado de conservación.
En noviembre de 2021 durante las obras de construcción en un predio ubicado en eje central Lázaro Cárdenas y la plaza Garibaldi, se encontró una antigua ofrenda Mexica, colocada en las primeras décadas de la conquista de Tenochtitlán. La ofrenda se compone de 13 sahumadores para quemar resina y una olla con restos humanos cremados, entre otros objetos.

## Cine
Por su carácter popular, el barrio de la Lagunilla ha sido escenario de películas, de las que sobresalen sobre todo Lagunilla mi barrio (1981), de Raúl Araiza, y su secuela, Lagunilla 2 (1982), de Abel Salazar, protagonizadas por Héctor Suárez. Cabe resaltar que desde su lanzamiento ambas películas han gozado de gran popularidad y actualmente forman parte de la cultura popular del barrio. Para el personaje principal de ambas Héctor Suárez se basó en Arturo Ayala el Tirantes, oriundo del barrio de Tepito.

## Transporte
En las inmediaciones del barrio se encuentran dos estaciones del Metro de la Ciudad de México. Estas son Garibaldi-Lagunilla  y Lagunilla, ambas se encuentran sobre el Eje 1 Norte. La estación Garibaldi-Lagunilla  está ubicada en las cercanías de la plaza Garibaldi y corresponde a las líneas  y . La estación Lagunilla  corresponde a la línea  y está ubicada tres cuadras al norte de la Plaza de Santa Catarina.

## Residentes célebres
- Francis Alÿs (1959) artista multidisciplinario belga[25]
- René Bejarano (1957) político de izquierda, profesor y catedrático universitario. Vivió en la calle Mariana Rodríguez del Toro de Lazarín 24
- Rodolfo Casanova "El Chango", "el Nevero de la Lagunilla" (1915 - 1980) boxeador profesional contendiente al título mundial peso gallo. Fue el boxeador mexicano más popular de la primera mitad del siglo XX
- Julio Castillo (1944-1988) director de teatro y actor. Nació y vivió en República de Ecuador 94[26]
- Luis de Alba (1945) actor cómico de televisión, cine y teatro, vivió en López Rayón 16.
- Antonio Hernández "El Espectro" (1934-1993) luchador profesional.
- Gerardo Fernández Noroña (1960) político de izquierda, vive en Leandro Valle 14
- Marco Levario Turcot (1966) periodista y columnista, vivió en cerrada de Allende 38[27]
- Antonio Martínez Cuétara (1888-1976) poeta, escritor, guionista y autor teatral de origen asturiano, vivió en República de Honduras 52
- Jorge Ortiz de Pinedo (1948) productor, director, escritor, comediante y actor. Vivió en la calle República de Honduras número 17[28]
- Antonio Plaza Llamas (1830-1882) militar, poeta y periodista, vivió y murió en la calle República de Honduras número 35
- Mariano Pérez de Tagle (? -1861) militar y político. Vivió en la calle república de Brasil 74[12]
- Martín Quirarte Ruiz (1923-1980) historiador y catedrático universitario de origen jalisciense, vivió en Allende 48[29]
- Vicente Quirarte (1954) poeta, ensayista y escritor. Miembro de la Academia Mexicana de la Lengua y del Colegio Nacional. Vivió en la casa del pórtico, en Allende 48[30]
- Elvira Ríos (1913-1987) cantante y actriz.
- Juventino Rosas (1868-1894) destacado compositor y músico. Vivió con su familia de 1877 a 1884 en una vecindad del callejón de la amargura[31]
- Protasio Tagle (1839-1903) militar, político, hacendado y jurista. Vivió en la casa Tagle, en República de Brasil 74
- Luis Villanueva Páramo "Kid Azteca" (1913-2002) boxeador profesional durante cuatro décadas (1932 - 1961). Fue campeón nacional Wélter durante 17 años, retirándose invicto. Vivió en la calle de Honduras número 14[32]
- José Antonio Villaseñor y Sánchez (1703-1759) matemático, historiador y geógrafo de origen potosino. Vivió en la calle Calle Mariana Rodríguez del Toro de Lazarín[33]
- Humberto Zendejas (1933-2012) destacado fotoperiodista, encargado de retratar a Marilyn Monroe durante su visita a la Ciudad de México en 1962. Nació y creció en el barrio de la Lagunilla[34]

## Algunos sitios de interés
- Parroquia de Santa Catarina
- Plaza de Santa Catarina
- Casa Tagle
- Plaza Garibaldi
- Mercado de San Camilito
- Mercado de Varios
- Mercado de Ropa y Telas
- Galería Eugenio (Casa de las Máscaras)
- Casa del Pórtico
- Calle Mariana Rodríguez del Toro de Lazarín
- Arena Coliseo
- Deportivo Guelatao

## Galería
|                              |
| Parroquia de Santa Catarina. |

|               |
| La casa Tagle |

|                           |
| Oratorio de la casa Tagle |

|                       |
| Interior del oratorio |

|                 |
| Plaza Garibaldi |

|                         |
| Mercado de San Camilito |

|                                                    |
| Casa del pórtico en Allende 48 y República de Perú |

|                      |
| Casa de las máscaras |

|                                                                |
| Columnas del Paseo de las Cadenas de la Catedral Metropolitana |

|               |
| Arena Coliseo |

|                                                   |
| Casa colonial en República de Honduras 56 e Incas |

|                                                                          |
| Casa en República de Perú 100, conocida como la casa de la mujer herrada |

|                                            |
| Casa del siglo XIX en República de Perú 38 |

|                  |
| Plaza de Montero |

|                                                                      |
| Vecindad histórica conocida como la Biznaga en República de Chile 62 |